# Agris Elerts
Agris Elerts (Ilūkste, 17 giugno 1967) è un ex slittinista lettone.
Prima della dissoluzione dell'Unione Sovietica (1991) gareggiò per la nazionale sovietica.

## Biografia
Iniziò a gareggiare per la nazionale sovietica nelle varie categorie giovanili, senza però ottenere risultati di particolare rilievo.
A livello assoluto esordì in Coppa del Mondo nella stagione 1988/89 e, dopo la dissoluzione dell'Unione Sovietica, fece parte della squadra lettone; conquistò il primo ed unico podio in Coppa il 19 gennaio 1992 nel singolo a Lake Placid.
Partecipò a due edizioni dei Giochi olimpici invernali, entrambe le volte nella specialità individuale: ad Albertville 1992 concluse al tredicesimo posto ed a Lillehammer 1994 giunse in diciottesima posizione.
Prese parte altresì a due edizioni dei campionati mondiali, raggiungendo come miglior risultato il diciottesimo posto nel singolo a Calgary 1993, nonché la sesta posizione nella gara a squadre nella stessa manifestazione canadese. Nelle rassegne continentali colse i suoi più importanti piazzamenti con la undicesima piazza nella specialità individuale a Schönau am Königssee 1994 e la quarta nella prova a squadre a Winterberg 1992 e nella successiva edizione tedesca.
Si ritirò dalle competizioni al termine della stagione 1996/97.

## Palmarès

### Coppa del Mondo
- 1 podio (nel singolo):
  - 1 terzo posto.